# Isla del Pescado
Die Isla del Pescado (dt.: „Fischinsel“), auch Isla de los Pescadores oder Cerro Cujiri genannt, ist eine Erhebung im Salar de Uyuni, dem größten Salzsee der Welt, und liegt auf dem bolivianischen Altiplano. Der Name der Insel leitet sich von der fischähnlichen Form ab, die durch die Spiegelung des Reliefs auf dem Salzsee entsteht. Nicht zu verwechseln ist sie mit der Isla Incahuasi, die manchmal fälschlicherweise Isla del Pescado genannt wird und von Touristen auf ein- und mehrtägigen Touren von Uyuni und San Pedro de Atacama angefahren wird. Im Gegensatz zu dieser verfügt die Isla del Pescado über keine touristische Infrastruktur.
Die 2,5 Kilometer lange und etwa 800 Meter breite Isla del Pescado weist eine Fläche von knapp 2 km² auf und liegt ca. 15 Kilometer vom südlichen Rand des Salzsees entfernt. Die höchste Erhebung ist 3822 Meter hoch und ragt damit 169 Meter über den Salzsee hinaus.